# اقتصاد ألمانيا
اقتصاد ألمانيا يعتبر أحد أكبر اقتصادات العالم حيث أنه يحتل المركز الرابع من حيث الناتج المحلي الإجمالي بعد الولايات المتحدة والصين واليابان. والمرتبة الخامسة من حيث القوة الشرائية تعتبر ألمانيا الأكثر سكاناً في أوروبا حيث أن عدد سكانها يبلغ 82 مليون نسمة تقريباً. اقتصاد ألمانيا المزدهر يجذب الملايين من المهاجرين من مختلف أنحاء العالم كما هو ثالث أكبر دولة من حيث عدد المهاجرين لها. تحد ألمانيا كل من بولندا وبلجيكا وجمهورية التشيك والنمسا وسويسرا وفرنسا وهولندا. المساحة حوالي 357021، وحافظت على مستوى عالٍ من المعيشة. ومن المعروف عن ألمانيا أنها راسخة في نظام الضمان الاجتماعي الذي ينبع من ازدهار الاقتصاد الألماني.
يذكر أن ألمانيا هي أكبر اقتصاد في الاتحاد الأوروبي. فهي تستفيد من مجموعة كبيرة من القوى العاملة الموهوبة التي مكنت ألمانيا من أن تكون واحدة من أكثر الدول صناعةً للسيارات والآلات والمواد الكيميائية والمعدات والأدوات المنزلية في جميع أنحاء العالم. وتواجه ألمانيا تحديات ديموغرافية كبيرة لتحقيق النمو على المدى الطويل. ولقدأطلقت حكومة المستشار الألماني غيرهارد شرودر(1998-2005) إصلاحات للاقتصاد، التي تعتبر ضرورية للتصدي لارتفاع معدلات البطالة المزمنة وانخفاض متوسط النمو، وساهمت في النمو القوي في عامي 2006 و2007 وانخفاض معدل البطالة. التحفيز وجهود تحقيق الاستقرار التي بدأت في 2008 و2009 والتخفيضات الضريبية التي أدخلت في فترة ولاية أنغيلا ميركل الثانية سيزيد من العجز في الموازنة الألمانية.

## تاريخها

### عصر التحول الصناعي
بدأت الثورة الصناعية في ألمانيا بعد قرن تقريبًا من المملكة المتحدة وفرنسا وبلجيكا، ويعود ذلك جزئيًا إلى أن ألمانيا لم تتوحد حتى عام 1871.
كان تأسيس الاتحاد الجمركي الألماني في عام 1834 وتوسع أنظمة السكك الحديدية الدافعين الرئيسين للتطور الصناعي والاتحاد السياسي في ألمانيا. منذ عام 1834، أُلغيت الحواجز الجمركية بين الأعداد المتزايدة من ولايات ألمانيا الصغرى. في عام 1835، وصل أول خطط سكك حديدية ألماني بين المدينتين الفرنكونيتين نورنيرغ وفورت، وأبدا نجاحًا باهرًا حد أن العقد الرابع من القرن التاسع عشر شهد «جنون سككٍ حديدية» في كل الولايات الألمانية. بين عامي 1845 و1870، بُني 8.000 كيلومترًا (5.000 ميلًا) من السكك الحديدية وفي عام 1850 كانت ألمانيا تصنع قاطراتها الخاصة. مع مرور الوقت، انضمت ولايات ألمانية أخرى إلى الاتحاد الجمركي وبدأت بوصل سككها الحديدية، ما بدأ يصل بين أركان ألمانيا. عزز نمو التجارة الحرة والسكك الحديدية عبر ألمانيا من النمو الاقتصادي ما فتح أسواقًا جديدة للمنتجات المحلية، وخلق تجمعًا من المديرين المتوسطين، وزاد الطلب على المهندسين والمعماريين والخراطين المهرة وحفز الاستثمار في الفحم والحديد.
من العوامل الأخرى التي دفعت بعجلة الصناعة الألمانية إلى الأمام كان توحيد النظام المالي، ما صار ممكنًا جزئًيا من خلال التوحيد السياسي. طُرح المارك الألماني، وهو نظام عملة نقدي جديد مدعوم بالذهب، في عام 1871. مع ذلك، لم يُستخدم هذا النظام بالشكل الكامل إذ احتفظت العملات الفضية بقيمتها حتى عام 1907.
آذن نصر بروسيا وحلفائها على نابليون الثالث ملك فرنسا في الحرب الفرنسية البروسية في عام 1870 -1871 بنهاية الهيمنة الفرنسية في أوروبا وأسفر عن إعلان الإمبراطورية الألمانية في عام 1871. قدم إنشاء الإمبراطورية بطبيعته لأوروبا حقيقة نظام حكم جديد صناعي مزدحم بالسكان يمتلك حضورًا دبلوماسيًا واقتصادًا ضخمًا ومتزايدًا بشكل لا يمكن إنكاره. أنتج تأثير المبادئ الاقتصادية الفرنسية إصلاحات مؤسساتية هامة في ألمانيا، بما فيها إنهاء القيود الإقطاعية على بيع العقارات الكبيرة، والحد من قوة النقابات في المدن، وإدخال قانون تجاري جديد أكثر كفاءة. إضافة إلى ذلك، كانت القرارات السياسية بخصوص اقتصاد الإمبراطورية ما تزال إلى حد كبير خاضعة لسيطرة اتحاد «الشيلم والحديد»، وهم اليونكرات البروسيين ملاك الأراضي في الشرق وصناعة حوض الرور الثقيلة في الغرب.
فيما يخص السياسة والمجتمع، شجع المستشار أوتو فون بسمارك بين عامي 1881 و1889 القوانين التي توفر تأمينًا اجتماعيًا وتحسن ظروف العمل. أنشأ أول دولة رفاهية في العالم. كانت ألمانيا أولى الدول التي قدمت برامج تأمين اجتماعي بما فيها الرعاية الصحية الشاملة والتعليم الإلزامي والتأمين ضد المرض والتأمين ضد الحوادث والتأمين ضد العجز والمعاش التقاعدي. علاوة على ذلك، أثمرت سياسة التعليم الشامل الحكومية عند بلوغ ألمانيا أعلى معدل تثقُف في العالم – 99% - ما زود البلاد بالمزيد من الأشخاص الماهرين في الحساب وعدد أكبر من المهندسين والكيميائيين وأخصائي البصريات والعمال المهرة لمصانعها ومديرين مهرة ومزارعين ضليعين وطاقمًا عسكريًا ماهرًا.

## القطاعات

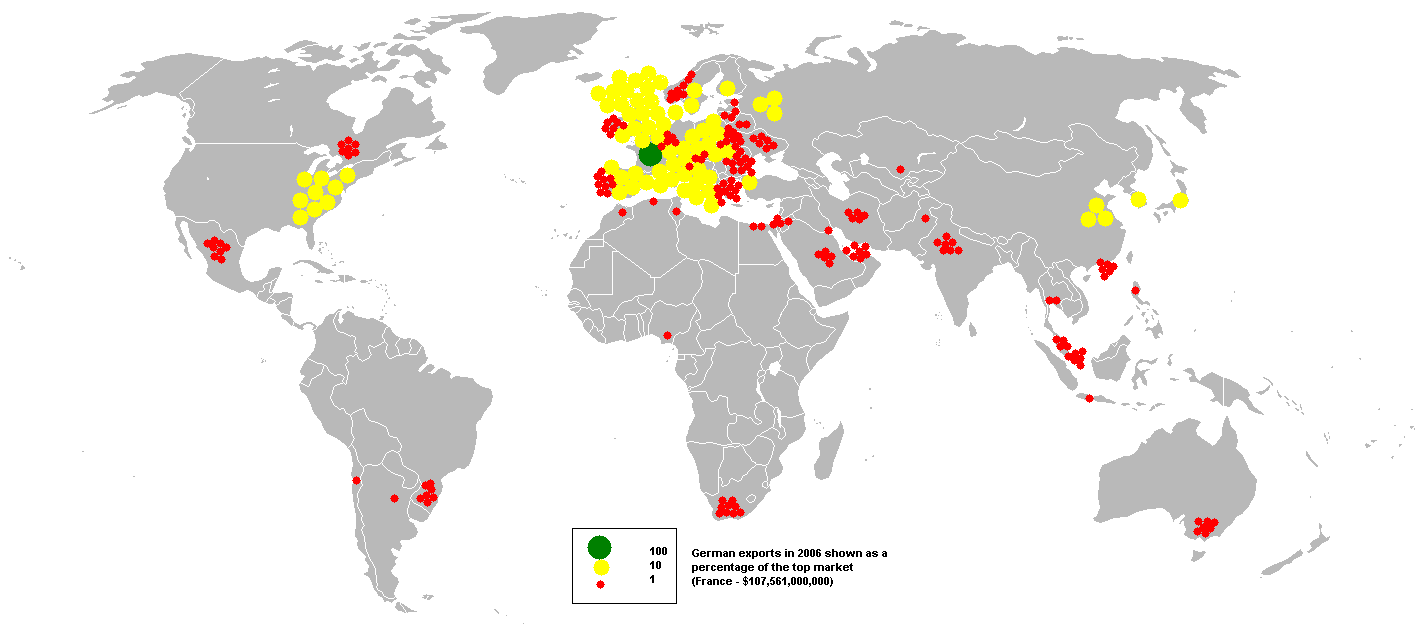
التوزيع العالمي لصادرات ألمانيا في عام 2006 – خريطة فقاعية توضح نسبة الصادرات إلى الأسواق الدولية

### الزراعة
في عام 2008 كانت الزراعة، الغابات، والتعدين تمثل فقط 0.9% من اجمالي الناتج المحلي، ويعمل بها فقط 2.4% من السكان، انخفاضاً من 4% في عام 1991. ووقعت الكثير من التخفيض في العمالة في الولايات الشرقية، حيث وصل عدد العمال الزراعيين بنسبة تصل إلى 75 ٪ بعد إعادة التوحيد. ومع ذلك، والزراعة مثمرة للغاية، وألمانيا قادرة على تغطية 90 ٪ من الاحتياجات الغذائية مع الإنتاج المحلي. وفي الواقع، ألمانيا هي ثالث أكبر البلدان إنتاجاً للمنتوجات الزراعية في الاتحاد الأوروبي بعد فرنسا وإيطاليا. تنتج ألمانيا كل من البطاطا والقمح والشعير والسكر، والفواكه، والكرنب (الملفوف). وعلى الرغم من مستوى التصنيع العالي، فإن ما يقرب من ثلث أراضيها مغطاة بالغابات.

### الصناعة
تمثل الصناعة 29% من الناتج المحلي الإجمالي في عام 2008، ويعمل 29.7 ٪ من القوة العاملة في الصناعة. تتفوق ألمانيا في إنتاج السيارات، والأدوات الآلية، والمواد الكيميائية. وتم تصنيع ما يقرب من 5.5 مليون سيارة في عام 2003، كانت ألمانيا في العالم، ثالث أكبر منتج للسيارات بعد الولايات المتحدة واليابان، وتهدد شعبية جمهورية الصين بفقدان ألمانيا مركزها في التصنيف العالمي اعتباراً من عام 2005. في عام 2004 ألمانيا تمتعت بأكبر حصة في أدوات الآلات في السوق العالمية (19.3 ٪ من السوق العالمية). ومما له أهمية حيوية هو دور صغير لحجم شركات الصناعات التحويلية المتوسطة، والتي تتخصص في المنتجات المتخصصة وغالبا ما تكون مملوكة من قبل الإدارة.